# Cyclogramma bimaculata
Cyclogramma bimaculata är en fjärilsart som beskrevs av William Chapman Hewitson 1867. Cyclogramma bimaculata ingår i släktet Cyclogramma och familjen praktfjärilar. Inga underarter finns listade i Catalogue of Life.